# Biszara Merhedż
Biszara Dżamil Merhedż, Bechara Merchej, arab. ‏بشارة مرهج‎ (ur. 1946 w Bejrucie) – libański polityk, prawosławny chrześcijanin. Ukończył ekonomię na Uniwersytecie Amerykańskim w Bejrucie. Na początku lat 70. był członkiem pro-irackiej frakcji Partii Baas oraz należał do lewicowego Libańskiego Ruchu Narodowego. W 1992 r. został deputowanym Zgromadzenia Narodowego (reelekcja w 1996 i 2000 r.). W 1992 r. pełnił też funkcję doradcy premiera Raszid as-Sulha. W latach 1992–1994 był natomiast ministrem spraw wewnętrznych w pierwszym rządzie Rafika Haririego, a w latach 2000–2003 sekretarzem stanu w jego czwartym gabinecie.